# Mount Alexandra, Antarktis
Mount Alexandra är ett berg i Antarktis. Det ligger i Östantarktis. Nya Zeeland gör anspråk på området. Toppen på Mount Alexandra är 837 meter över havet.
Terrängen runt Mount Alexandra är kuperad åt sydväst, men åt nordost är den bergig. Terrängen runt Mount Alexandra sluttar söderut. Trakten är obefolkad. Det finns inga samhällen i närheten. 